# Mistrzostwa Polski w Short Tracku 2024
Mistrzostwa Polski w Short Tracku 2024 – 28. edycja mistrzostw, która odbyła się w dniach 22–24 marca 2024 roku w Hali Olivia w Gdańsku.

## Medalistki i medaliści

### Kobiety
| Konkurencja          | Złoto                                                                            | Wynik    | Srebro                                                                                  | Wynik    | Brąz                                                                           | Wynik    |
| -------------------- | -------------------------------------------------------------------------------- | -------- | --------------------------------------------------------------------------------------- | -------- | ------------------------------------------------------------------------------ | -------- |
| 500 metrów           | Kamila Stormowska Stoczniowiec Gdańsk                                            | 45,067   | Hanna Sokołowska Juvenia Białystok                                                      | 45,244   | Anna Falkowska Juvenia Białystok                                               | 45,784   |
| 1000 metrów          | Kamila Stormowska Stoczniowiec Gdańsk                                            | 1:43,402 | Hanna Sokołowska Juvenia Białystok                                                      | 1:43,618 | Anna Falkowska Juvenia Białystok                                               | 1:43,977 |
| 1500 metrów          | Kamila Stormowska Stoczniowiec Gdańsk                                            | 2:31,472 | Gabriela Topolska Juvenia Białystok                                                     | 2:31,616 | Hanna Sokołowska Juvenia Białystok                                             | 2:31,724 |
| Wielobój             | Kamila Stormowska Stoczniowiec Gdańsk                                            | 102 pkt. | Hanna Sokołowska Juvenia Białystok                                                      | 55 pkt.  | Gabriela Topolska Juvenia Białystok                                            | 37 pkt.  |
| Sztafeta 3000 metrów | Juvenia Białystok Gabriela Topolska Hanna Sokołowska Anna Falkowska Ada Majewska | 4:37,995 | Juvenia Białystok II Oliwia Bobier Agnieszka Bogdanowicz Daria Daszuta Maria Skarżyńska | 4:40,042 | MOSiR Giżycko Weronika Biller Kaja Kisielewska Milena Sakowicz Michalina Wawer | 4:41,393 |

### Mężczyźni
| Konkurencja          | Złoto                                                                               | Wynik    | Srebro                                                                         | Wynik    | Brąz                                                                                  | Wynik    |
| -------------------- | ----------------------------------------------------------------------------------- | -------- | ------------------------------------------------------------------------------ | -------- | ------------------------------------------------------------------------------------- | -------- |
| 500 metrów           | Diané Sellier Stoczniowiec Gdańsk                                                   | 42,124   | Łukasz Kuczyński Juvenia Białystok                                             | 42,339   | Mateusz Mikołajuk Juvenia Białystok                                                   | 42,725   |
| 1000 metrów          | Michał Niewiński Juvenia Białystok                                                  | 1:40,301 | Félix Pigeon AZS Opole                                                         | 1:40,547 | Paweł Adamski Juvenia Białystok                                                       | 1:40,850 |
| 1500 metrów          | Michał Niewiński Juvenia Białystok                                                  | 2:25,437 | Félix Pigeon AZS Opole                                                         | 2:25,733 | Diané Sellier Stoczniowiec Gdańsk                                                     | 2:25,923 |
| Wielobój             | Michał Niewiński Juvenia Białystok                                                  | 68 pkt.  | Diané Sellier Stoczniowiec Gdańsk                                              | 50 pkt.  | Félix Pigeon AZS Opole                                                                | 42 pkt.  |
| Sztafeta 5000 metrów | Juvenia Białystok Michał Niewiński Łukasz Kuczyński Paweł Adamski Mateusz Mikołajuk | 7:22,390 | Stoczniowiec Gdańsk Diané Sellier Neithan Thomas Adam Muchlado Jakub Dołkowski | 7:23,359 | Juvenia Białystok II Krzysztof Mądry Adam Makuch Dominik Palenceusz Patryk Palenceusz | 7:32,461 |

### Drużyna mieszana
| Konkurencja                   | Złoto                                                                               | Wynik    | Srebro                                                                              | Wynik    | Brąz                                                                                  | Wynik    |
| ----------------------------- | ----------------------------------------------------------------------------------- | -------- | ----------------------------------------------------------------------------------- | -------- | ------------------------------------------------------------------------------------- | -------- |
| Sztafeta mieszana 2000 metrów | Juvenia Białystok Gabriela Topolska Hanna Sokołowska Paweł Adamski Michał Niewiński | 2:51,787 | Juvenia Białystok II Mateusz Mikołajuk Łukasz Kuczyński Ada Majewska Anna Falkowska | 2:52,442 | Juvenia Białystok III Oliwia Bobier Agnieszka Bogdanowicz Adam Makuch Krzysztof Mądry | 2:56,571 |